# آخرین شمشیرزن
شمشیرزن گمشده (به انگلیسی: The Lost Bladesman) فیلمی در ژانر اکشن و رزمی به کارگردانی فلیکس چونگ است که در سال ۲۰۱۱ منتشر شد. از بازیگران آن می‌توان به دانی ین، جیانگ ون، و سون لی اشاره کرد.